# Aphelia brizula
Aphelia brizula là một loài thực vật có hoa trong họ Centrolepidaceae. Loài này được F.Muell. mô tả khoa học đầu tiên năm 1866.